# Revista Valenciana d'Etnologia
La Revista Valenciana d'Etnologia, és una publicació de periodicitat anual editada per la Diputació de València, que començà la seua trajectòria l'any 2006. La revista es planteja com una nova publicació de la mà del Museu valencià d'etnologia i del Servei d'Investigació d'Etnologia i Cultura Tradicional (SIECT), àrea de recerca del propi museu.
L'objectiu fonamental de la publicació és visualitzar treballs d'investigació d'etnologia i antropologia. D'aquesta manera la publicació, de caràcter més o menys anual, s'afegiria a les poques revistes dins del territori valencià que estan centrades en la difusió monogràfica de recerques en l'àmbit de l'etnologia i l'antropologia, com són: Afers (publicada pel Departament de Sociologia i Antropologia Social de la Universitat de València), la Revista Valenciana de Folklore (publicada pel Grup Alacant de recerca folklòrica) o Caramella i El Setiet.
La revista s'estructura en un dossier al voltant d'un tema específic, ampliat per una part miscel·lània en què s'arrepleguen articles de temàtiques diverses, difícilment ajustables a la del dossier. A més, per concloure la revista, s'hi afegeixen dos seccions que tenen caràcter fix, una dedicada a autors clàssics de l'antropologia, i una altra que tracta de visualitzar els fons bibliogràfics del Museu.
S'inicià la seua publicació l'any 2006, i des d'aleshores se n'han publicat nou números:
| Núm | Any  | Dossier                                  | Observacions |
| --- | ---- | ---------------------------------------- | --- |
| 1   | 2006 | Museus valencians i etnologia.           | |
| 2   | 2007 | L'exòtic quotidià.                       | |
| 3   | 2008 | Etnologia i Patrimoni.                   | |
| 4   | 2009 | Antropologia visual.                     | |
| 5   | 2010 | La democratització del patrimoni.        | Aquest número no presenta l'estructura típica de la revista, però s'esmenta per a indicar la seua temàtica global el títol del primer artícle |
| 6   | 2011 | Àfrica, etnografia tradicional i altres. | |
| 7   | 2012 | Digitalització del patrimoni.            | |
| 8   | 2016 |                                          | Sense dossier, ni miscel·lània distingibles.                                                                                                  |
| 9   | 2017 | Patrimoni, memòria i conflicte.          | |

La revista publica tant articles en català, com en castellà i en anglés.
L'any 2009, la revista estava al lloc 10 del rànquing nacional de publicacions científiques d'Antropologia.